# Hortense Céline Rousselin-Corbeau de Saint-Albin
Hortense (ou Hortensine) Céline Rousselin-Corbeau de Saint-Albin, née Céline Louise Alexandrine Le Bouvier Duhameau, à Mayenne le 21 janvier 1816 et morte à Paris 10e le 14 avril 1874, est une artiste peintre française.

## Biographie
De son vrai nom Céline-Louise-Alexandrine Lebouvier-Duhameau, elle épouse le 23 avril 1831 à Le Chevain Hortensius Rousselin de Corbeau de Saint-Albin et signera désormais son nom Hortense (ou Hortensine) Céline Rousselin-Corbeau de Saint-Albin ou plus simplement Céline de Saint-Albin. Élève de Moïse Jacobber, elle expose des fleurs et fruits aux salons de 1843 à 1874. On lui doit aussi des peintures sur porcelaine. Ses œuvres sont au Musée du Luxembourg.
À sa mort, son mari composera Seul avec ma douleur ! Élégie à la mémoire de ma femme bien-aimée. Céline de Saint-Albin, née Duhameau de Villeret, publié chez Alcan-Lévy en 1874.

## Œuvres
- Corbeille de fleurs et de fruits, 1843
- Canna et Hortensia, 1868
- Fleurs et Coquillages, 1869
- Magnolias et Amarantes, 1874